# 愛知青年師範学校
愛知青年師範学校 （あいちせいねんしはんがっこう） は1944年 （昭和19年） に設立された青年師範学校である。略称は 「愛知青師」。

## 概要
- 1935年（昭和10年）設立の愛知県立青年学校教員養成所の官立移管により設立された。
- 1918年 （大正7年） 設立の愛知県立実業補習学校教員養成所を源流とする。
- 学制改革により、新制愛知学芸大学学芸学部 （現・愛知教育大学教育学部） の母体の一つとなった。

## 沿革
- 1918年（大正7年）3月 - 「愛知県農業補習学校教員養成所」が開校。
- 1921年（大正10年）4月 - 「愛知県実業教員養成所」に改称。
- 1935年（昭和10年）4月 - 「愛知県立青年学校教員養成所」に改称。
- 1944年（昭和19年）4月 - 師範教育令の改正により、官立（国立）移管の上、「愛知青年師範学校」に改称。
- 1947年（昭和22年）4月1日 - 学制改革により、愛知青年師範学校附属中学校を併置。
- 1949年（昭和24年）5月31日 - 愛知学芸大学学芸学部の母体として包括され、「愛知学芸大学愛知青年師範学校」に改称。愛知青年師範学校の校地に「愛知学芸大学安城分校」が設置される。
- 1950年（昭和25年）4月 - 「愛知学芸大学愛知第二師範学校（豊川分校）」が岡崎市に移転して、愛知学芸大学の本部が後に岡崎市に設置される。
- 1951年（昭和26年）
  - 3月31日 - 最後の卒業生を送り出し、愛知青年師範学校が廃止される。
  - 4月1日 - 附属中学校が「愛知学芸大学附属安城中学校」に改称。
- 1952年（昭和27年）3月31日 - 愛知学芸大安城分校が本部への統合により廃止される。
  - 附属安城中学校も附属岡崎中学校に統合され閉校。
  - 跡地は名古屋大学農学部によって使用された。
  - その後1966年（昭和41年）に名古屋大学農学部は名古屋市の東山キャンパスに移転し、跡地は現在「安城総合運動公園」（安城市新田町、北緯34度58分25.3秒 東経137度5分16.7秒）となっている[1]。

## 歴代校長
- 三宅義一：不詳 - 1945年11月24日[2]
- 福田嘉太郎：1945年11月24日[2] -